# Filotesia
Los antiguos griegos, llamaban filotesia a la ceremonia de beber a la salud unos de otros. Era similar a lo que hoy llamamos brindis.
Después de que el rey del banquete de la mesa había llenado su copa, derramaba parte del licor en honor de los dioses y después de habérsela llevado a sus labios la presentaba a aquel a quien quería distinguir asegurándole toda suerte de prosperidades pasándola después de mano en mano hasta el último de los convidados. Solo era permitido a los extranjeros beber o brindar a la salud de la esposa del rey del banquete.